# Dead Man's Corner
Dead Man's Corner is een kruising van wegen tussen Saint-Côme-du-Mont en Carentan. Dit is de plek waar een gedode Amerikaanse tankcommandant een aantal dagen uit zijn tank heeft gehangen. Op deze plek is nu een museum gevestigd.

## Gebeurtenissen
Op 6 juni 1944, D-Day, zijn de paratroepers van de 101e Luchtlandingsdivisie geland in Normandië. De belangrijkste taak van de divisie was het veroveren van Carentan, een belangrijk verbindingspunt tussen Utah Beach en Omaha Beach. Ze volgden de weg door Saint-Côme-du-Mont, waar ze in gevecht raakten met Fallschirmjäger, de Groene Duivels van het 6e Parachutistenregiment.
Hierna wachtten de Amerikanen op tankondersteuning, welke van Utah Beach moest komen. Toen op 8 juni de eerste tank de kruising opreed, werd hij geraakt en uitgeschakeld door een Duitse Panzerschreck (granaatwerper). Het Dead Man's Corner Museum stelt dat de commandant, 1e Luitenant Walter T. Anderson uit Minnesota, werd gedood en half uit het wrak van de tank werd geslingerd. Het lijk is zo nog dagen blijven hangen, zodat er door de soldaten aan deze kruising — een kleine vier kilometer ten noorden van Carentan — werd gerefereerd als 'The corner with the dead man in the tank', later afgekort tot 'Dead Man's Corner'. 

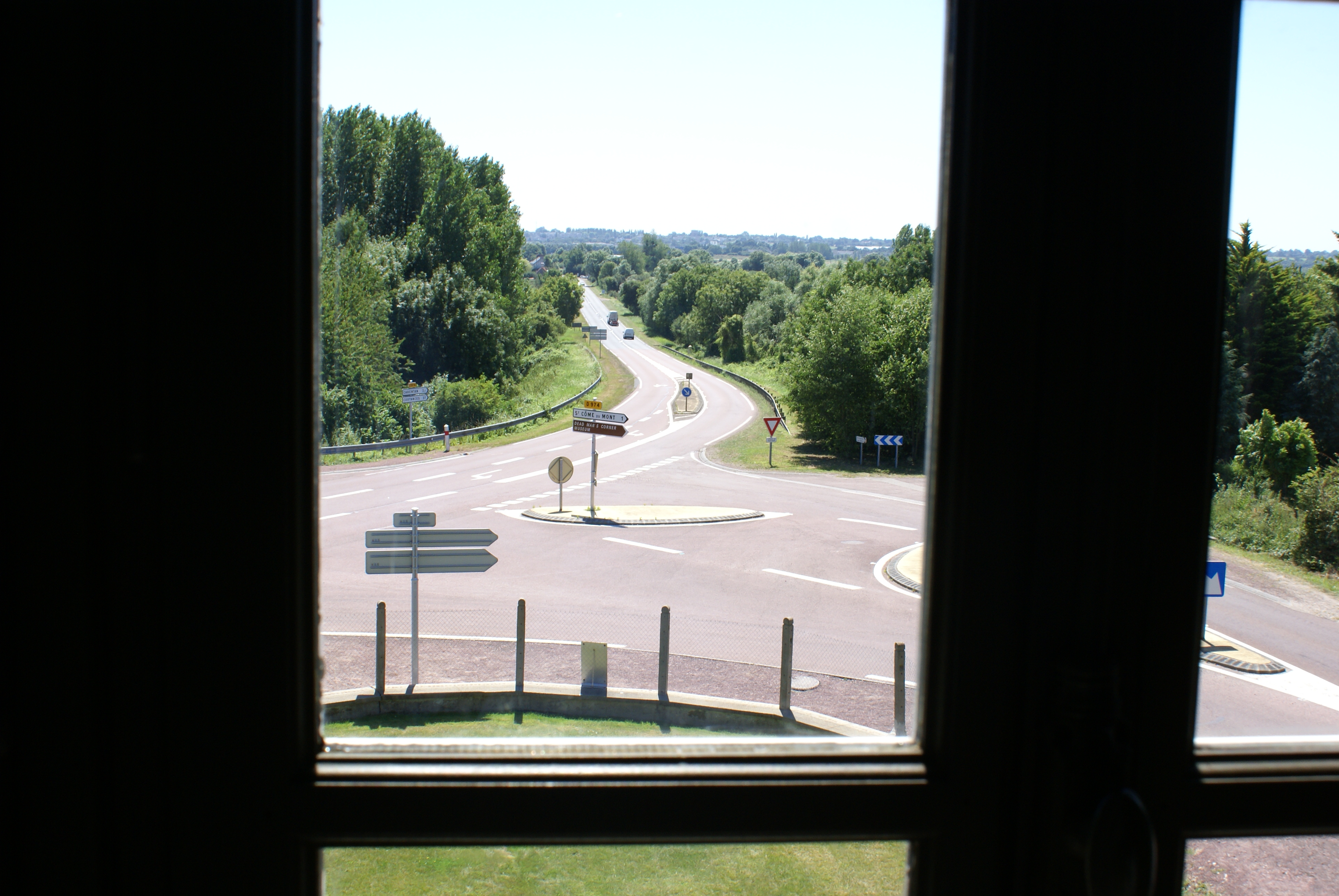
De kruising, gezien vanuit het museum. Links de weg vanaf Utah-Beach naar Carentan, rechtsonder de weg naar Saint-Côme-du-Mont.

## Het huis op de kruising

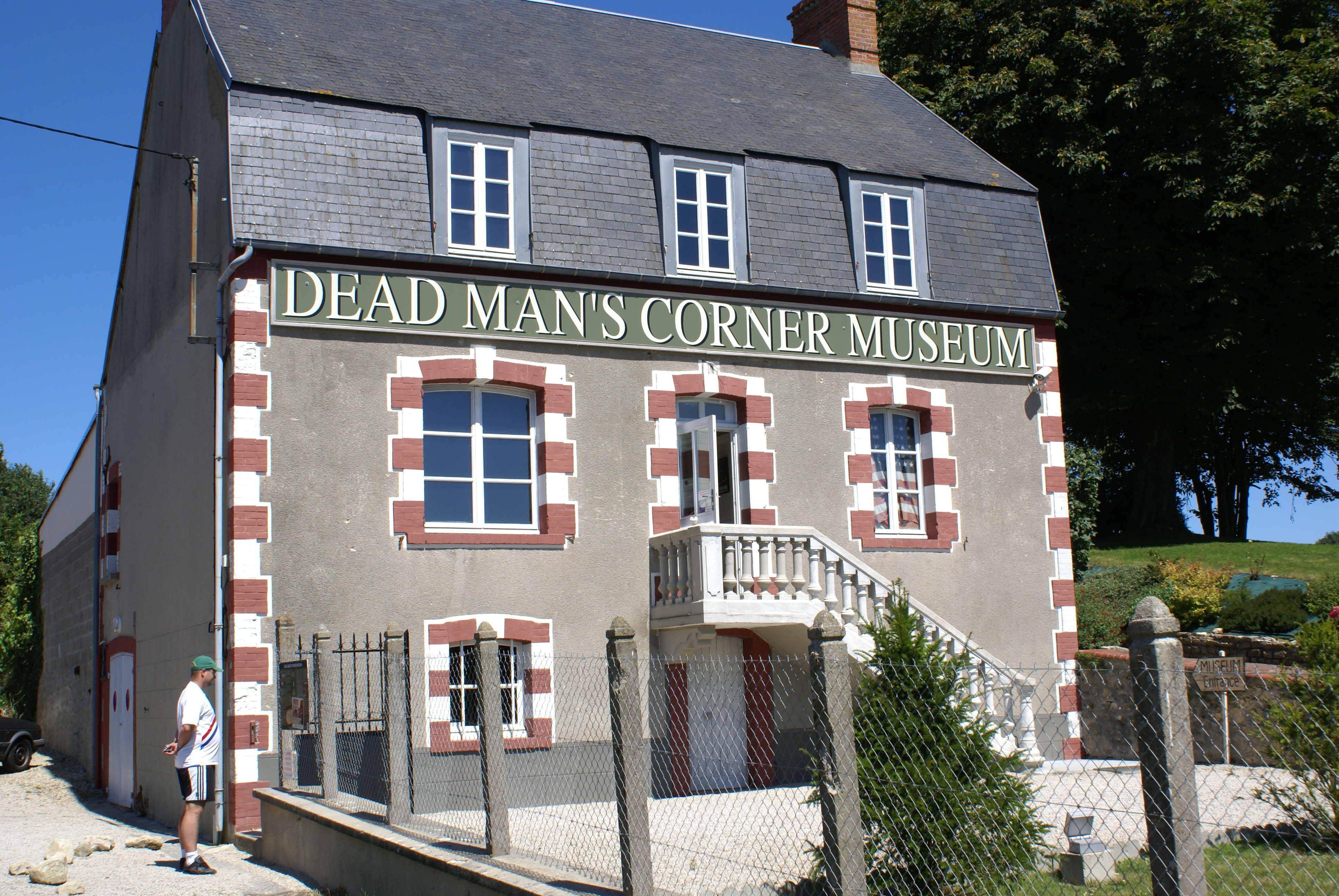
Het museum, gezien vanaf de kruising.

De kruising was een T-splitsing, al is er op tegenwoordige kaarten nog een kleine weg te zien. De doorgaande weg, de tegenwoordige D913, loopt vanaf Utah Beach naar Carentan. De derde weg is de N13, de weg naar Saint-Côme-du-Mont. Op Dead Man's Corner (dodemanshoek) stond en staat precies één huis, dat tegenwoordig eigendom is van het Carentan Historical Center. Het is gebruikt door de commandant van het 6e parachutistenregiment, kolonel Freiherr von der Heydte, de Amerikanen vestigden er een medische hulppost. Hierin is nu het Dead Man's Corner Museum gevestigd. Dit museum heeft een collectie originele Amerikaanse en Duitse voorwerpen met betrekking tot de locatie. Ook is er een winkel gevestigd waar namaak en originele voorwerpen gekocht kunnen worden.